# Christmas in Spiceworld
Christmas in Spiceworld a fost un turneu susținut de către formația de muzică pop de origine britanică numită Spice Girls.